# Regione di Faranah
La regione di Faranah è una delle otto regioni in cui è diviso lo Stato di Guinea. Capoluogo è la città di Faranah. Confina con gli Stati del Sierra Leone e del Mali e con le regioni di Kankan, Mamou, Nzérékoré e Labé.
La regione è composta di quattro prefetture:
- Dabola
- Dinguiraye
- Faranah
- Kissidougou